# Jerzy Lukierski
Jerzy Andrzej Lukierski (ur. 21 maja 1936 w Warszawie) – polski profesor nauk fizycznych w zakresie fizyki teoretycznej, nauczyciel akademicki

## Życiorys
Jerzy Lukierski urodził się w rodzinie nauczycieli. W 1952 zdał maturę w I Liceum Ogólnokształcącym we Wrocławiu, w 1956 ukończył studia na Wydziale Matematyki, Fizyki i Chemii Uniwersytetu Wrocławskiego. Doktorat obronił na macierzystej uczelni w 1961, habilitował się w 1967, w 1983 otrzymał tytuł profesora.
Pracował nad problemami matematycznymi teorii oddziaływań fundamentalnych, zagadnieniem symetrii i supersymetrii, modelami teoriopolowymi. W 1990 zaczął prace nad deformacjami kwantowymi symetrii, geometriami nieprzemiennymi i modelami kwantowej grawitacji. Jest współautorem pracy wprowadzającej tzw. kappa-deformacje symetrii relatywistycznych (1991), która ma ponad 500 cytowań. Do 2016 napisał ponad 300 prac naukowych, dających mu indeks Hirscha równy 35. Wypromował 18 doktorów. 
W latach (1990–2005) był dyrektorem Instytutu Fizyki Teoretycznej Uniwersytetu Wrocławskiego. Jest laureatem kilku polskich nagród naukowych, w tym Medalu Mariana Smoluchowskiego (2017). 
W dwóch kadencjach był wiceprzewodniczącym Komitetu Fizyki PAN.

## Nagrody i wyróżnienia
- Tytuł mistrza Polski juniorów w skoku w dal (1955)[3]
- Nagroda im. Marii Skłodowskiej-Curie (1995)[3]
- Nagroda PAN (1970)[1]
- Krzyż Kawalerski Orderu Odrodzenia Polski[1]
- Nagroda Prezesa Rady Ministrów za wybitny dorobek naukowy (2010)
- Medal Mariana Smoluchowskiego za wybitny wkład do opisu oddziaływań fundamentalnych i rozwoju fizyki matematycznej w Polsce, przyznawany przez Polskie Towarzystwo Fizyczne (2017)[4].